# Joe McKeehen
Joseph „Joe“ McKeehen (* 28. Juni 1991 in North Wales, Pennsylvania) ist ein professioneller US-amerikanischer Pokerspieler.
McKeehen hat sich mit Poker bei Live-Turnieren mehr als 19,5 Millionen US-Dollar erspielt. Er gewann im November 2015 die Poker-Weltmeisterschaft und ist insgesamt dreifacher Braceletgewinner der World Series of Poker. Der Amerikaner stand 2021 für 5 Wochen auf Platz eins der Pokerweltrangliste.

## Persönliches
McKeehen stammt aus New Wales, einem Vorort von Philadelphia. Er machte einen Abschluss in Mathematik an der privaten Arcadia University in Philadelphia. McKeehen ist Fan des Eishockeyfranchise Philadelphia Flyers.

## Pokerkarriere

### Werdegang

#### Bis 2014: Anfänge
McKeehen lernte Poker, indem er sich das Main Event der World Series of Poker 2003 im Fernsehen ansah. Online spielte er bis zum sogenannten „Black Friday“ im April 2011 unter dem Nickname dude904, mit dem er sich auf den Plattformen PokerStars und Full Tilt Poker insgesamt über eine Million US-Dollar mit Turnierpoker erspielt hat.
Seine erste Geldplatzierung bei einem Live-Turnier erzielte McKeehen Mitte August 2010 in Verona im US-Bundesstaat New York. Mitte Januar 2012 gewann er ein Turnier des PokerStars Caribbean Adventures auf den Bahamas, das ihm zum ersten Mal mehr als 100.000 US-Dollar Preisgeld einbrachte. Im Juli 2012 war er erstmals bei der World Series of Poker (WSOP) im Rio All-Suite Hotel and Casino am Las Vegas Strip erfolgreich und belegte bei einem Turnier der Variante No Limit Hold’em den 255. Platz. Im März und Mai 2013 gewann McKeehen in Atlantic City und New Orleans zwei Circuitturniere der WSOP und damit zwei goldene Circuitringe sowie knapp 200.000 US-Dollar. Bei der WSOP 2014 erreichte er beim Monster Stack mit über 7500 Spielern den Finaltisch und belegte dort hinter dem Franzosen Hugo Pingray den zweiten Platz, der mit mehr als 800.000 US-Dollar dotiert war.

#### 2015: Pokerweltmeister

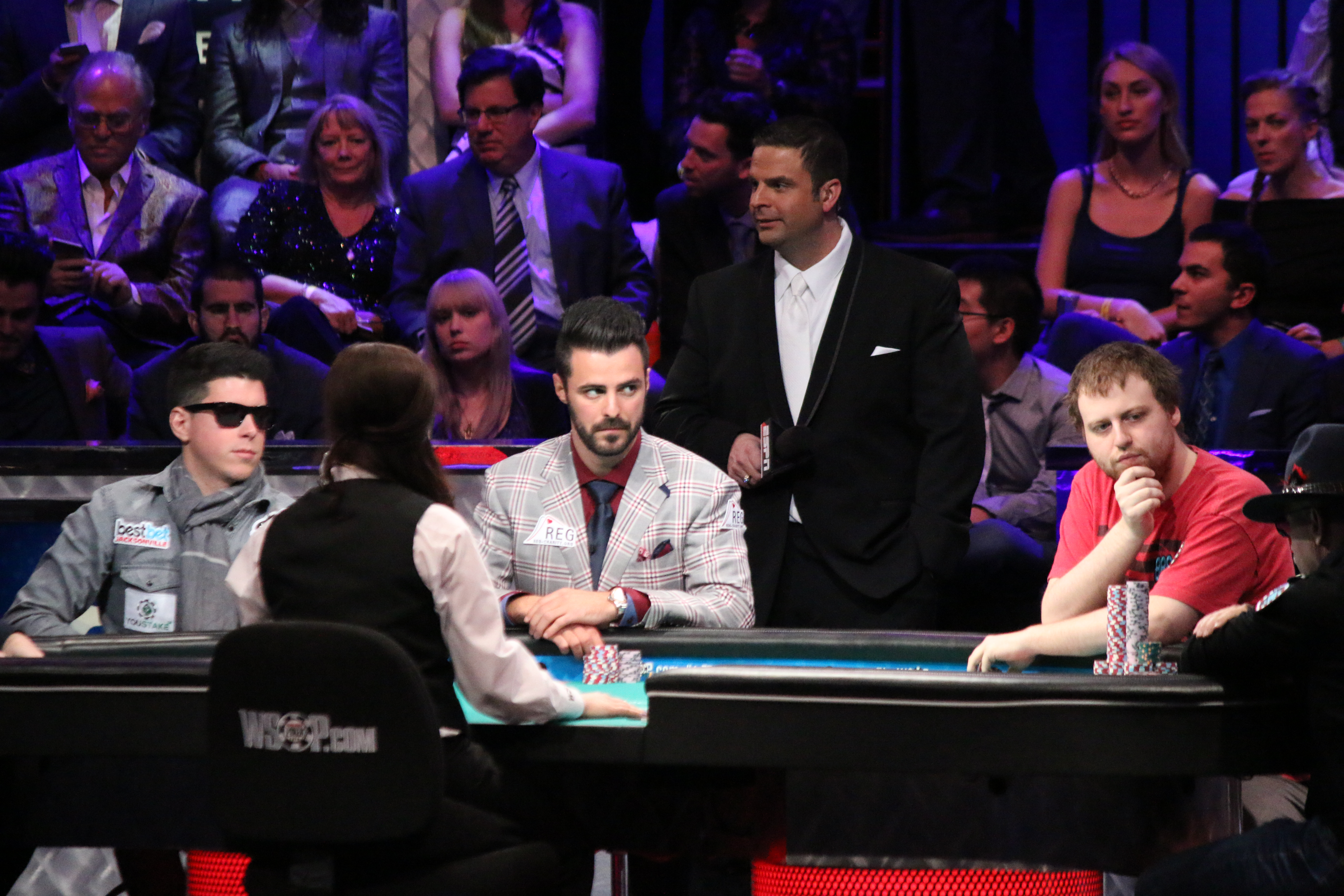
McKeehen (rechts) neben Max Steinberg (Mitte) und Joshua Beckley (links) am Finaltisch des Main Events

Bei der WSOP 2015 nahm McKeehen als einer von 6420 Spielern am Main Event teil, das einen Buy-in von 10.000 US-Dollar erfordert. Das Turnier startete am 5. Juli 2015. Dort erreichte er mit dem mit Abstand größten Chipstack den Finaltisch, der ab dem 8. November 2015 gespielt wurde. Am ersten Tag des Finaltischs eliminierte er drei Spieler und baute seine Führung weiter aus. Auch am zweiten Finaltag lief es weiter gut, sodass McKeehen im Chipcount einen massiven Vorsprung auf die beiden weiteren verbliebenen Spieler Joshua Beckley und Neil Blumenfield hatte. Am letzten Finaltag setzte er sich im Heads-Up nach 183 Händen gegen Beckley durch und gewann am Abend des 10. November 2015 die finale Hand mit A♥ 10♦ gegen 4♦ 4♣. Der Sieg brachte McKeehen neben dem Weltmeistertitel sein erstes Bracelet sowie eine Siegprämie von mehr als 7,5 Millionen US-Dollar ein.

#### Seit 2016: Erfolge nach dem Weltmeistertitel
Beim PokerStars Caribbean Adventure belegte McKeehen Anfang Januar 2016 beim Super High Roller mit 100.000 US-Dollar Buy-in den zweiten Platz und erhielt dafür mehr als 1,2 Millionen US-Dollar. Etwa einen Monat später erreichte er erstmals beim Main Event der World Poker Tour (WPT) den Finaltisch und landete bei den Borgata Winter Poker Open in Atlantic City auf dem mit rund 250.000 US-Dollar dotierten vierten Platz. Bei der WSOP 2016 kam McKeehen insgesamt fünfmal ins Geld und erreichte zwei Finaltische. Beim High Roller for One Drop belegte er den sechsten Platz und erhielt rund 830.000 US-Dollar. Mitte Juni 2017 gewann McKeehen die Limit Hold’em Championship der WSOP 2017 und sicherte sich damit sein zweites Bracelet sowie über 300.000 US-Dollar Siegprämie. Bei der WSOP 2018 belegte er bei einem Shootout-Event sowie beim Millionaire Maker jeweils den dritten Platz, was ihm Preisgelder von rund 640.000 US-Dollar einbrachte. Mitte April 2019 wurde McKeehen beim High Roller des Seminole Hard Rock Poker Showdown in Hollywood, Florida, Dritter und sicherte sich mehr als 300.000 US-Dollar. Im Juli 2020 setzte er sich unter dem Nickname fanofdapoker bei einem Turnier der aufgrund der COVID-19-Pandemie erstmals bei WSOP.com ausgespielten World Series of Poker Online durch und erhielt mehr als 350.000 US-Dollar sowie sein drittes Bracelet. Beim WPT-Main-Event im Venetian Resort Hotel am Las Vegas Strip belegte er Anfang März 2021 den mit knapp 500.000 US-Dollar dotierten zweiten Platz. Mit dem Ranking vom 30. Juni 2021 setzte sich der Amerikaner erstmals an die Spitze der Pokerweltrangliste, die er anschließend für 2 Wochen anführte. Im Seminole Hard Rock Hotel & Casino in Hollywood gewann er im August 2021 das Big 4 High Roller und sicherte sich aufgrund eines Deals mit Darren Elias ein Preisgeld von rund 550.000 US-Dollar. Vom 11. bis 17. August 2021 sowie vom 1. bis 14. September 2021 stand er erneut auf Platz 1 der Pokerweltrangliste.

### Preisgeldübersicht
| Jahr   | Preisgeld (in $) | Turniersiege |
| ------ | ---------------- | ------------ |
| 2010   | 4.100            | 0            |
| 2011   | 32.176           | 0            |
| 2012   | 249.907          | 4            |
| 2013   | 378.867          | 3            |
| 2014   | 1.288.602        | 5            |
| 2015   | 7.867.631        | 2            |
| 2016   | 3.086.132        | 1            |
| 2017   | 1.000.131        | 3            |
| 2018   | 1.808.532        | 1            |
| 2019   | 746.699          | 1            |
| 2020   | 189.482          | 0            |
| 2021   | 1.654.963        | 3            |
| 2022   | 584.190          | 0            |
| 2023   | 933.253          | 1            |
| gesamt | 19.824.665       | 24           |

### Braceletübersicht
McKeehen kam bei der WSOP 55-mal ins Geld und gewann drei Bracelets:
| Jahr   | Buy-in (in $) | Turnier                                          | Teilnehmer | Preisgeld (in $) |
| ------ | ------------- | ------------------------------------------------ | ---------- | ---------------- |
| 2015 O | 10.000        | No-Limit Hold’em Main Event – World Championship | 6420       | 7.683.346        |
| 2017 O | 10.000        | Limit Hold’em Championship                       | 0120       | 0.311.817        |
| 2020 O | 03.200        | WSOP.com – No Limit Hold’em High Roller          | 0496       | 0.352.985        |